# Platysoma joliveti
Platysoma joliveti är en skalbaggsart som beskrevs av Yves Gomy 2007. Platysoma joliveti ingår i släktet Platysoma och familjen stumpbaggar. Inga underarter finns listade i Catalogue of Life.